# Quatre de l'aviation
 (juillet 2022).
Pour plus de détails, voir Fiche technique et Distribution.
Quatre de l'aviation (The Lost Squadron) est un film américain réalisé par George Archainbaud, sorti en 1932.

## Synopsis
Le capitaine Gibby Gibson et son ami Red passent les dernières heures de la Première Guerre mondiale dans les airs, abattant le plus d'ennemis possible. Lorsqu'ils rencontrent leur camarade Woody Curwood leur mécanicien Fritz, ils se promettent de rester ensemble après la guerre, alors que leur avenir est incertain. 
Follette Marsh, l'ambitieuse petite amie de Gibby, a un nouveau petit ami, prêt à l'aider pour sa carrière d'actrice. De son côté, Red décide de ne pas reprendre son ancien travail alors que Woody est sans le sou, escroqué par son associé qui a détourné des fonds. 
Des années plus tard, Gibby, Red et Fritz décident de se rendre en train à Hollywood pour retrouver Woody et trouver du travail. À la sortie d'une avant-première de film, ils aperçoivent un Woody prospère, qui travaille comme cascadeur. Ce dernier leur propose alors de travailler pour le tyrannique et peu recommandable réalisateur Arthur von Furst. Ils apprennent que Follette est maintenant mariée à von Furst, qui la bat régulièrement. 
Alors que Woody présente ses trois compagnons d'armes à sa sœur, Prest. Celle-ci s'inquiète constamment pour lui du fait que Von Furst utilise des avions dangereusement usés lors de ses tournages. De plus, Woody boit beaucoup d'alcool. Elle les persuade alors d'abandonner les cascades aériennes et ils trinquent à cette idée.
Gibby et Red sont tous deux attirés par Pest. Lorsqu'il survit de justesse à un crash, Gibby interprète l'inquiétude de Prest pour lui comme de l'amour. Mais lorsque Red demande impulsivement à Pest de l'épouser, elle accepte, et Gibby ne trouve rien à redire de cette situation. De son côté, Von Furst constate que sa femme a toujours des sentiments forts pour Gibby. Il sabote alors l'avion que Gibby doit piloter pour une cascade dangereuse, en appliquant secrètement de l'acide sur les fils de contrôle, pensant également rendre son film plus réaliste. Red voit von Furst trafiquer les fils et alerte Gibby, alors que Woody décide d'effectuer la cascade à la place de Gibby.  Ce dernier décolle dans un autre avion et rattrape Woody mais ne peut se faire comprendre à cause du vrombissement des moteurs. En guise de réponse muette, Woody lui fait un doigt d'honneur en plaisantant. À ce moment-là, le câble se rompt et son avion s'écrase, tuant son pilote.
Entre-temps, Red a fait von Furst prisonnier et le tient sous la menace d'une arme, promettant de le tuer si Woody ne s'en sort pas vivant. Après que le corps de Woody ait été emporté, Gibby téléphone à la police pour dire que l'accident qu'il a signalé plus tôt pourrait être un meurtre mais Red l'interrompt. Gibby se rend compte que Red a pris son arme et le poursuit dans les escaliers jusqu'au bureau où Red a ligoté von Furst. Gibby exige alors une confession écrite de la part de Von Furst pour la transmettre aux autorités. Von Furst tente de s'échapper et dans la lutte, Gibby laisse tomber l'arme, et Red tire et tue von Furst. Le gardien entend le coup de feu. Lorsque le détective Jettick arrive sur place en réponse à l'appel interrompu de Gibby, les hommes cachent le corps. Sentant que quelque chose ne va pas, Jettick fouille le hangar et insiste pour savoir où se trouve von Furst. Alors qu'il s'approche de la toile qui cache le corps, un cri l'arrête. C'est Pest, qui inquiète pour Red, est revenue au hangar avant d'être surprise par un policier. Pest est terrifiée à l'idée que Red ait blessé von Furst. Gibby conseille qu'elle parte avec Red. Pendant ce temps, Gibby et Fritz chargent le cadavre dans un avion. 
Gibby s'écrase délibérément, se tuant et endossant la responsabilité du crime. Au cimetière, Fritz tient Kümmel, le chien de Woody, dans ses bras, qui lève les yeux au ciel et aboie. Deux biplans fantomatiques apparaissent alors avec Gibby et Woody se retournant, saluant et disparaissant au loin dans le ciel.

## Fiche technique
- Titre original : The Lost Squadron
- Titre français : Quatre de l'aviation ou 4 de l'aviation[1]
- Réalisation : George Archainbaud
- Scénario : Wallace Smith, Herman J. Mankiewicz et Robert Presnell Sr
- Costumes : Max Rée
- Photographie : Edward Cronjager et Leo Tover
- Montage : William Hamilton
- Musique : Max Steiner
- Production : David O. Selznick
- Société de production : RKO Pictures
- Pays d'origine : États-Unis
- Format : Noir et blanc - 1,37:1 - Mono
- Genre : drame
- Date de sortie : 
  - États-Unis : 12 mars 1932
  - France : 9 janvier 1933[1]
- Affiches : René Péron, Jean-Adrien Mercier (France)

## Distribution
- Richard Dix : Capitaine Gibson
- Mary Astor : Follette Marsh
- Robert Armstrong : Lt. Woody Kerwood
- Dorothy Jordan : la sœur de Woody
- Joel McCrea : Red
- Erich von Stroheim : Arthur Von Furst
- Hugh Herbert : Fritz
- Ralph Ince : Jettick
- Ralph Lewis : Joe
- William B. Davidson : Lelewer
- Frank O'Connor : Officier (non crédité)

## Autour du film
À l'origine, le film devait être réalisé par Paul Sloane, mais il est écarté pour des problèmes d'alcoolisme et remplacé par George Archainbaud.